# Wyrzysk
Wyrzysk este un oraș în Polonia.